# Meranoplus excavatus
Meranoplus excavatus är en myrart som beskrevs av Clark 1938. Meranoplus excavatus ingår i släktet Meranoplus och familjen myror. Inga underarter finns listade i Catalogue of Life.